# Томмі Браянт
То́ммі Бра́янт (англ. Tommy Bryant), повне ім'я То́мас Бра́янт (англ. Thomas Bryant; 21 травня 1930, Філадельфія, Пенсільванія — 3 січня 1982, там само) — американський джазовий контрабасист. Старший брат піаніста Рея Браянта.

## Біографія
Народився 21 травня 1930 року у Філадельфії (штат Пенсільванія). Виріс у музичній родині: його матір керувала хором, сестра грала на фортепіано та співала (однак не продовжила професіональо займатися музикою), а брати піаніст Рей Браянт та ударник Лен Браянт. У віці 12 років почав грати на контрабасі, потім навчався у середній школі Мастбаум.
Починав професійно грати у невеликих гуртах у Філадельфії, зокрема з Біллом Кречмером; також акомпанував гастролюючим солістам. Грав з Елмером Сноуденом (1949—52) та під час служби в армії (1954—56). У 1957 році створив власне тріо; грав з Джо Джонсом (1958—59), Чарлі Шейверсом (1959—63). У 1960-х роках час від часу грав з тріо свого брата Рея Браянта. З початку 1970-х років і до самої смерті працював з гуртом The Ink Spots як басист і вокаліст. Як сесійний музикант записувався з Діззі Гіллеспі (1957), Бенні Голсоном (1959), Барні Віленом (1959), Коулменом Гокінсом, Айворі Джо Гантером, Роєм Елриджем (1970) та ін.
Помер 3 січня 1982 року у Філадельфії у віці 51 року.